# Faisà mostatxut blanc
El faisà mostatxut blanc (Crossoptilon crossoptilon) és una espècie d'ocell de la família dels fasiànids (Phasianidae) que habita boscos de coníferes i mixtes, zones arbustives i praderies de les muntanyes del sud de la Xina i el sud-est del Tibet.